# Feel (Album)
Feel ist das dritte Studioalbum der US-amerikanischen Rockband Sleeping with Sirens aus Grand Rapids, Michigan.
Es wurde am 4. Juni 2013 in Nordamerika und zehn Tage später in Europa über Rise Records veröffentlicht. Das Album stieg auf Anhieb auf Platz drei in den US-amerikanischen Albumcharts ein und erreichte zudem erstmals Chartnotierungen in Australien und im Vereinigten Königreich ein.
Produziert wurde das Album von Cameron Mizell, während sich Dan Korneff für den Mix und Ted Jensen für das Mastering verantwortlich zeigten. Als Gastmusiker wirkten der Rapper MGK, Chris Fronzak von Attila, Matty Mullins von Memphis May Fire und der ehemalige Of-Mice-&-Men-Sänger Shayley Bourget mit. Es ist das letzte Album der Band mit Jesse Lawson an der Gitarre.

## Hintergrundgeschichte
Bereits am 21. Oktober des Jahres 2012 erschien mit Dead Walker Texas Ranger ein erstes neues Lied der Gruppe. Dabei handelte es sich allerdings um eine Standalone-Single, dass die Musiker als Special für Helloween veröffentlicht haben. Es wurde bekannt, dass die Musiker im Januar des Jahres 2013 das Studio beziehen würden, um mit den Aufnahmen ihres dritten Albums zu beginnen.
Am 22. April 2013 wurde das Album offiziell angekündigt. Es heißt Feel und wurde in Nordamerika für den 4. Juni 2013 angesetzt. Am selben Tag wurde die erste Single, Low, veröffentlicht und zudem die Vorbestellungsphase eingeläutet. Das Album wurde von Cameron Mizell produziert, während sich Dan Korneff für das Mixing und Ted Jensen für das finale Mastering verantwortlich zeigten.
Die zweite Single, Alone, welches ein Gastauftritt des Rappers MGK beherbergt, wurde am 21. Mai 2013 veröffentlicht. Ein Musikvideo erschien am 6. Juni 2013, zwei Tage nach Veröffentlichung des Albums. Die dritte und abschließende Single, Congratulations, mit einem Gastauftritt von Matty Mullins erschien offiziell am 26. Mai 2013; ein Musikvideo folgte am 29. Oktober des gleichen Jahres.
Das Album erschien im Vereinigten Königreich am 3. Juni 2013, in Nordamerika einen Tag später und in Europa am 14. Juni 2013.

## Titelliste
| #   | Titel                   | Länge | Anmerkungen         |
| --- | ----------------------- | ----- | ------------------- |
| 1.  | Feel                    | 4:41  |                     |
| 2.  | Here We Go              | 3:19  |                     |
| 3.  | Free Now                | 3:53  |                     |
| 4.  | Alone                   | 3:54  | mit MGK             |
| 5.  | I'll Take You There     | 4:03  | mit Shayley Bourget |
| 6.  | The Best There Ever Was | 3:20  | mit Chris Fronzak   |
| 7.  | Low                     | 3:42  |                     |
| 8.  | Congratulations         | 4:42  | mit Matty Mullins   |
| 9.  | Déjà Vu                 | 3:17  |                     |
| 10. | These Things I've Done  | 3:25  |                     |
| 11. | Sorry                   | 3:02  |                     |
| 12. | Satellites              | 3:39  |                     |

## Promotion
Zwischen dem 23. Februar und dem 4. März 2013 spielte die Band im Rahmen des Soundwave Festivals eine kurze Festivaltournee durch Australien. Bereits eine Woche nach den Auftritten auf dem Soundwave absolvierte Sleeping with Sirens eine Konzertreise durch die Vereinigten Staaten. Im Mai und Juni folgte eine kleinere Promo-Tour durch mehrere Städte in Europa. Fünf Konzerte dieser Tournee wurden aufgrund der hohen Nachfrage in größere Veranstaltungszentren verlegt.
Im Frühsommer waren die Musiker Gäste der Kerrang! Awards, bei der sie in der Kategorie Beste Newcomer-Band nominiert waren. Außerdem war das Lied King for a Day von Pierce the Veil, in welchem Kellin Quinn als Gastmüsiker zu hören war, in zwei Kategorien nominiert. Während Sleeping with Sirens in ihrer Kategorie nicht gewannen, erhielt King for a Day eine Auszeichnung für das Beste Musikvideo.
Im Sommer spielte die Gruppe auf der kompletten Warped Tour, ehe die Gruppe im September und Oktober mit Hands Like Houses und The Summer Set exzessiv durch Europa tourte. Während der Austragung der Europatour gab Jesse Lawson überraschend seinen Ausstieg aus der Band bekannt und wurde durch Nick Martin ersetzt. Direkt im Anschluss folgte eine Tournee durch die Vereinigten Staaten, die unter anderem von Our Last Night, Memphis May Fire, Issues und Breathe Carolina begleitet wurde. Diese Konzertreise endete am 21. November 2013.

## Erfolg
In der ersten Verkaufswoche verkaufte sich Feel ungefähr 60.000 mal, wodurch das Album auf Platz drei in den US-amerikanischen Albumcharts einsteigen konnte. Im März des Jahres 2015 hieß es, dass das Album sich ungefähr 180.000 mal verkaufte. Das Album hielt sich insgesamt zwölf Wochen lang in den offiziellen Charts.
Feel ist zudem das erste Album der Band, dass Chartnotierungen außerhalb der Vereinigten Staaten erreichen konnte. Es stieg auf Platz 36 in den britischen und auf Platz 14 in den australischen Albumcharts ein. Dort verblieb das Album jeweils eine Woche lang.
Die Single Alone, in welchem der Rapper MGK einen Gastauftritt hat, ist das erste Lied der Band, welches eine Notierung in den US-amerikanischen Hot Rock Songs-Charts, ermittelt vom Magazin Billboard erreichen konnte. Außerdem erhielt Alone eine Nominierung in der Kategorie Lied des Jahres bei den ersten Alternative Press Music Awards. Das Album selbst wurde in der Kategorie Album des Jahres nominiert; ebenfalls bei den Alternative Press Music Awards.

## Kritiken
Scott Heisel vom US-amerikanischen Alternative Press schrieb, dass die Gruppe mit Feel ihren Durchbruch erfolgreich gestaltet haben, auch wenn sich ihre Musik zwischen Pop und Screamo bewegt. Die Lieder Low und Here We Go wurden bereits mit Saosin zu dessen Major-Zeiten verglichen. Die Zusammenarbeit mit dem Rapper MGK klinge zwar auf dem Zettel recht bizarr, allerdings erweise sich das Lied zu einem potentiellen Crossover-Hit. Auch die musikalische Zusammenarbeit mit Shayley Bourget wurde positiv hervorgehoben, während das Lied Congratulations mit Matty Mullins als Gastmusiker als zu schlicht abgestempelt wurde. Laut dem Kritiker überwiegen die positiven Merkmale des Albums gegenüber den schlechten Eigenschaften.
Gregory Heaney vom Allmusic war der Meinung, dass die Gruppe mit ihrem Sänger Kellin Quinn eine musikalische Waffe in ihren Reihen habe mit dessen Gesang sie es schaffen eine Brücke zwischen poppigen Melodien und dem aggressiven Metalcore bauen könne. Das Album stelle zudem ein Lichtblick in der heutigen Post-Hardcore-Szene dar, welche in den letzten Jahren sehr homogen geworden ist.